# Ludwig Samuel Dietrich Mutzenbecher
Ludwig Samuel Dietrich Mutzenbecher (* 4. Februar 1766 in Bordeaux; † 23. Mai 1838 in Altona) war ein Arzt, Postmeister und Musiker.

## Leben und Wirken
Ludwig Samuel Dietrich war der Sohn von Samuel Dietrich Mutzenbecher. Sein Vater arbeitete als Kaufmann in Hamburg. 1769 kam er nach Altona, wo er bei seiner Tante Johanne Elisabeth Rode  groß wurde. 1784 begann er ein Medizinstudium an der Universität Göttingen, das er ab 1787 an der Universität Kopenhagen und später der Universität Kiel fortsetzte. Nach der Promotion zum Doktor der Medizin an der Kieler Universität 1790 kehrte er nach Altona zurück. Hier arbeitete er zunächst als niedergelassener Arzt. Ein Augenleiden bewog ihn, die Praxis aufzugeben, 1796 eine Buch- und Musikalienhandlung zu eröffnen und sich um die Stelle als Postmeister für Altona zu bewerben, die er 1800 auch erhielt. Ab 1828 war Mutzenbecher dänischer Justizrat.
Auf Anregung Mutzenbechers gründete sich 1819 der Musikalische Dilettanten-Verein in Altona. Mutzenbecher, der in der Langen Straße (heutige Dosenstraße) wohnte, finanzierte 1822 eine „Tonhalle“, die für Konzerte genutzt werden sollte. Dort wurde am 2. Juli 1824 der 100. Geburtstag von Friedrich Gottlieb Klopstock aufwändig gefeiert. In den Folgejahren ließ das Interesse an diesem Verein nach. Von 1819 bis 1837 gab Mutzenbecher die Einladungs- und Relationsblätter zu dem Altonaer musikalischen Dilettanten-Verein heraus. Die Werke waren bedeutend für die zeitgenössische Musikkultur. Sein Freund Carl Braun gründete nach dem Tod Mutzenbechers den Mutzenbecher'schen Gesangverein.
Die Schrift Berichte nebst Beylagen betreffend die Arbeiten der Special-Committee zur Unterstützung der vertrieben Hamburger in Altona von 1814, die Mutzenbecher oftmals zugeschrieben wird, erstellte der Verwandte Johann Daniel Mutzenbecher, der Sekretär der Komitees war.
Mutzenbecher vermittelte den Kauf der bedeutenden Musikaliensammlung des Schweriner Organisten Johann Jacob Heinrich Westphal durch den belgischen Musikbibliographen François-Joseph Fétis, über den sie in die Bibliothek des Königlichen Konservatoriums Brüssel in Brüssel gelangte.

## Kompositionen
- Frühlingsblumen. 1806
- Liedersammlungen
- Salomonische Lieder von Tiedge.